# Masters de Castellón
El Masters de Castellón, oficialmente Castelló Masters, fue un torneo masculino de golf celebrado desde el año 2008 en Borriol, en la provincia de Castellón (España), a menos de 3 kilómetros de la capital de la provincia, hasta el año 2011. Formaba parte del calendario del PGA European Tour. Se disputaba a fines de año, en el mes de octubre. La bolsa de premios era de 1,9 millones de euros. La sede era el Club de Campo del Mediterráneo.
La edición de 2011 contó con un presupuesto de tres millones de euros, de los que dos millones procedieron de la Generalidad Valenciana y 300 000 de la Diputación Provincial de Castellón. En 2010, el gasto del gobierno regional fue el mismo que en 2011. En los dos años anteriores rondó los 1,7 millones de euros.

## Ganadores
| Año  | Golfista         | Score     |
| ---- | ---------------- | --------- |
| 2011 | Sergio García    | 257 (-27) |
| 2010 | Matteo Manassero | 268 (-16) |
| 2009 | Michael Jonzon   | 264 (-20) |
| 2008 | Sergio García    | 264 (-20) |